# Set the Tone
Set the Tone è l'album di esordio del cantante soul britannico Nate James.

## Tracce
1. Said I'd Show You (Nate James, Andreas S. Jensen)
2. The Message (Nate James, David Sneddon, James Mein, Jake Gosling)
3. Get This Right (Nate James, Peter Martin)
4. Pretend (only on re-released version)
5. Universal (Nate James, Francis White)
6. Set the Tone (Nate James, David Brant, Dawn Joseph)
7. Funky Love featuring Carmen Reece(Nate James, David Brant, Alan Glass)
8. Justify Me (Ryan Shaw, Jamie Hartman)
9. I Don't Wanna Fight (Nate James, David Brant)
10. I'll Decline featuring Dawn Robinson (Nate James, David Brant, Dawn Joseph, Dawn Robinson)
11. Impossible (Nate James, David Brant, Ron St. Louis)
12. Can't Stop (Nate James, Colin Emmanuel)
13. Shake Out (Nate James, Peter-John Vettese)
14. Still On My Own (only on re-released version)